# Cordulegaster bidentata
Espèce
Statut de conservation UICN

 NT  : Quasi menacé
Cordulegaster bidentata, le cordulégastre bidenté, est une espèce de libellules appartenant à la famille des Cordulegastridae.
Cet anisoptère risque de disparaître et a été placé en 2018 sur la liste rouge mondiale de l'Union internationale pour la conservation de la nature dans la catégorie NT (quasi menacé). Le cordulégastre bidenté a une vie larvaire de sept ans et vit sous sa forme ailée pendant 4 à 6 semaines avant de mourir.

## Distribution
Endémique européen, des Pyrénées aux Balkans. L'espèce a été signalée en juin 2022 à Thonac dans la Dordogne et en 2019 dans la réserve naturelle régionale de la galerie du Pont-des-Pierres dans l'Ain.

## Galerie

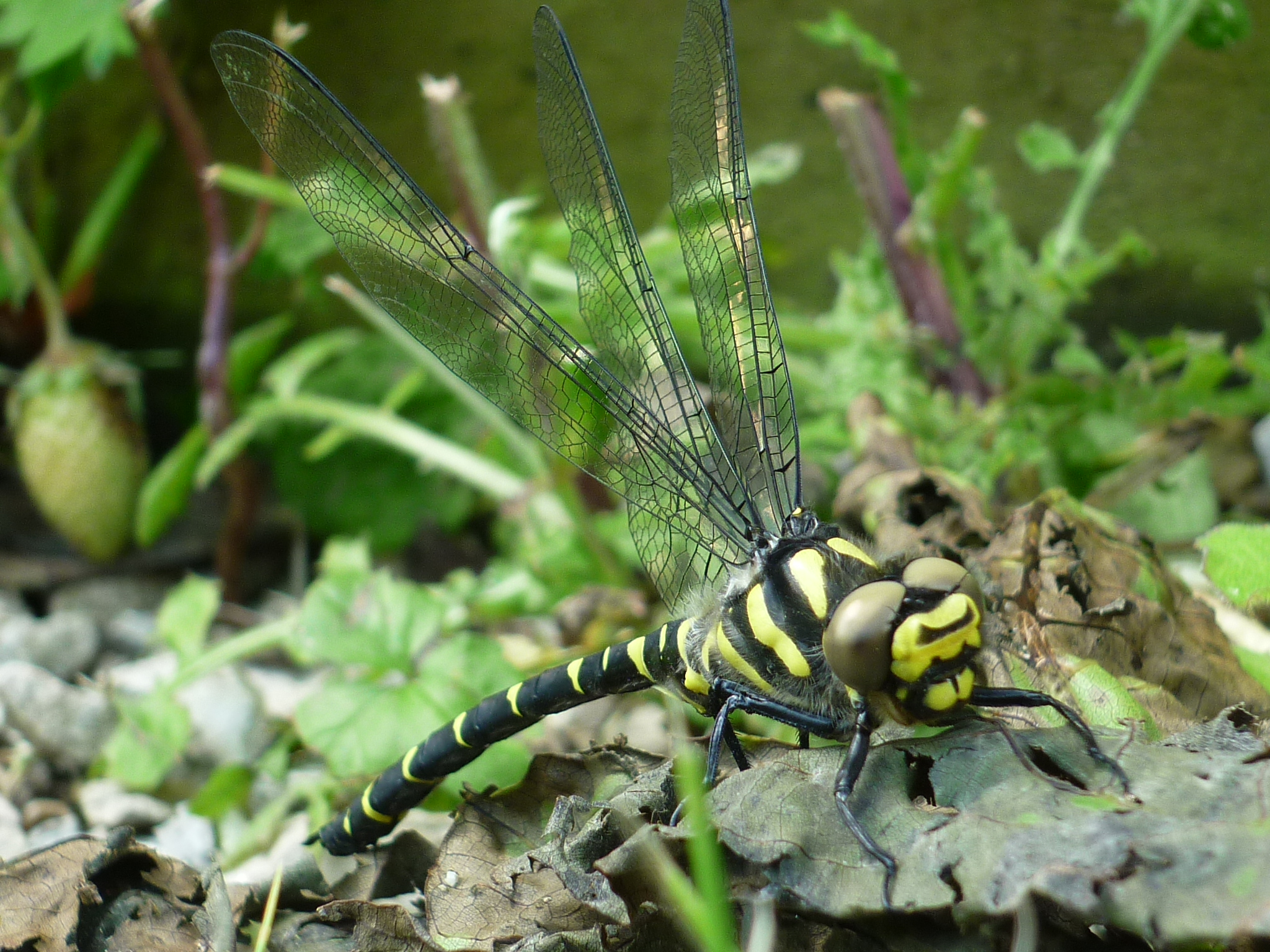
Vue de profil.
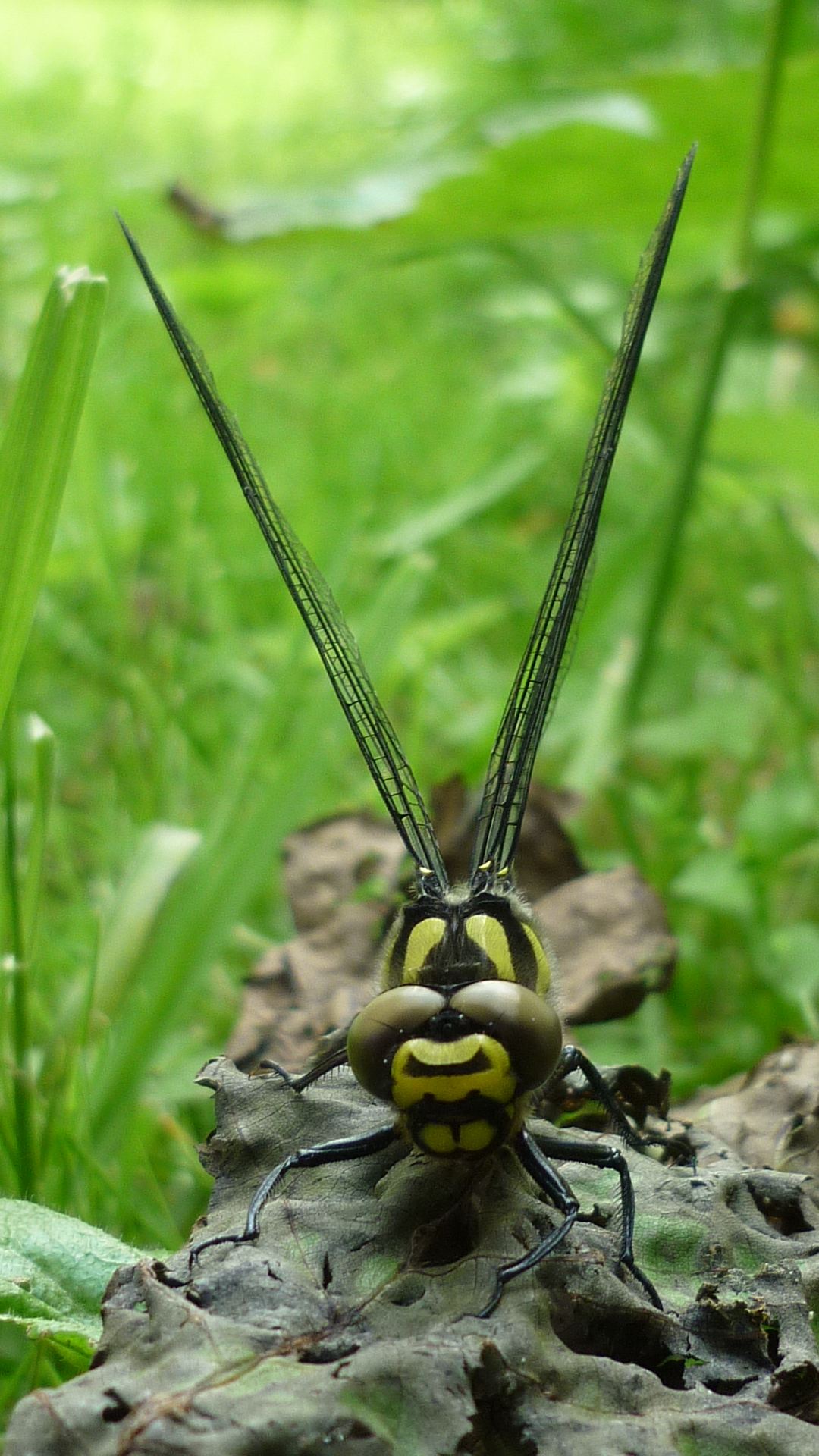
Vue de face, les yeux en gros plan.
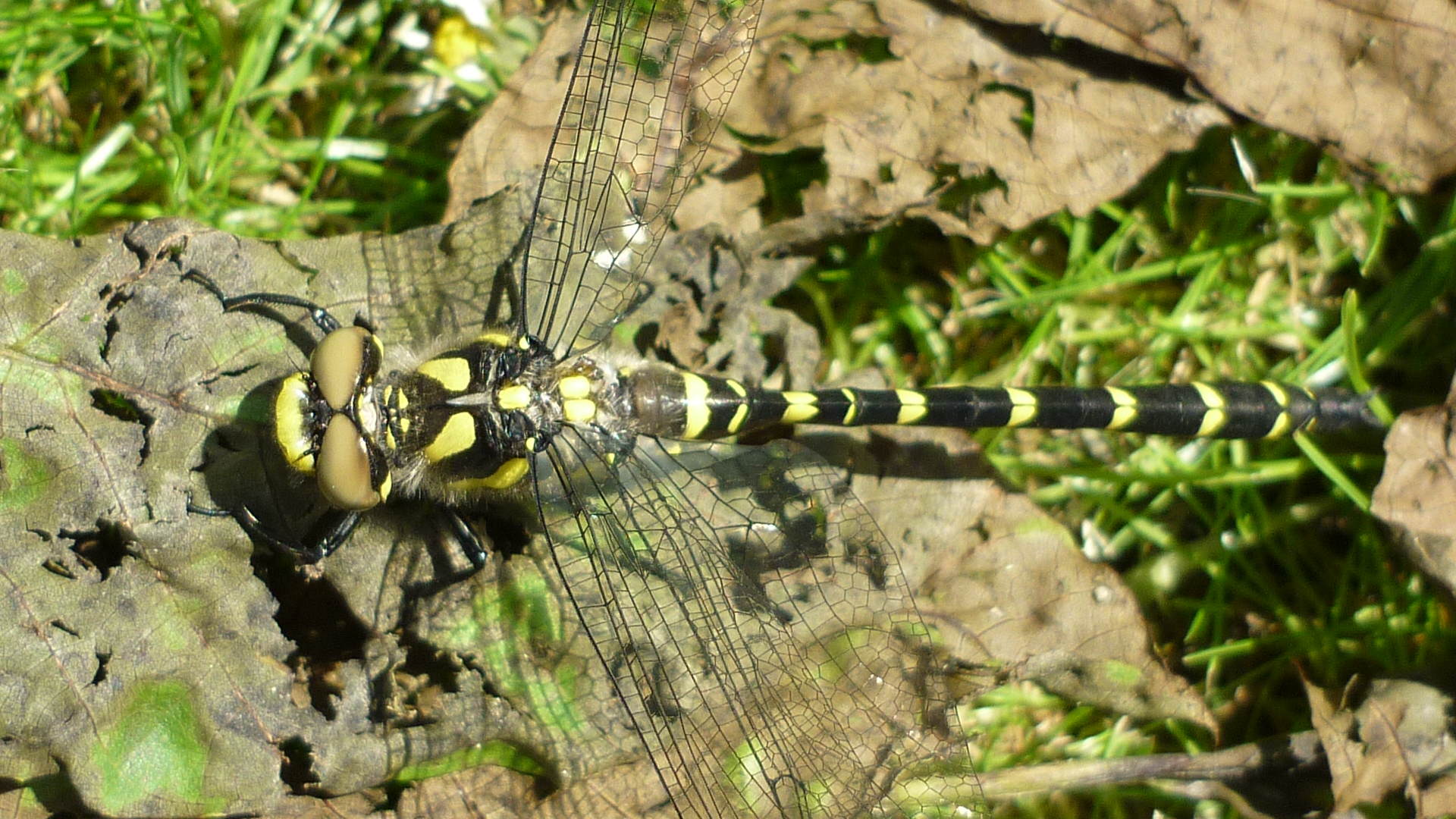
Vue de dessus.